# Syllimnophora angustifrons
Syllimnophora angustifrons är en tvåvingeart som beskrevs av Malloch 1934. Syllimnophora angustifrons ingår i släktet Syllimnophora och familjen husflugor. Inga underarter finns listade i Catalogue of Life.